# 김세중 (야구인)
김세중(1979년 10월 20일 ~ )은 전 KBO 리그 야구 선수의 포수이다.

## 출신학교
- 1995 ~ 1998 : 충암고등학교
- 1998 ~ 2002 : 홍익대학교 (1998학번)